# CMTM7
CMTM7 (англ. CKLF like MARVEL transmembrane domain containing 7) – білок, який кодується однойменним геном, розташованим у людей на короткому плечі 3-ї хромосоми.  Довжина поліпептидного ланцюга білка становить 175 амінокислот, а молекулярна маса — 18 834.
| 10         |  | 20         |  | 30         |  | 40         |  | 50         |
| ---------- |  | ---------- |  | ---------- |  | ---------- |  | ---------- |
| MSHGAGLVRT |  | TCSSGSALGP |  | GAGAAQPSAS |  | PLEGLLDLSY |  | PRTHAALLKV |
| AQMVTLLIAF |  | ICVRSSLWTN |  | YSAYSYFEVV |  | TICDLIMILA |  | FYLVHLFRFY |
| RVLTCISWPL |  | SELLHYLIGT |  | LLLLIASIVA |  | ASKSYNQSGL |  | VAGAIFGFMA |
| TFLCMASIWL |  | SYKISCVTQS |  | TDAAV      |  |            |  |            |

A: Аланін

C: Цистеїн

D: Аспарагінова кислота

E: Глутамінова кислота

F: Фенілаланін

G: Гліцин

H: Гістидин

I: Ізолейцин

K: Лізин

L: Лейцин

M: Метіонін

N: Аспарагін

P: Пролін

Q: Глутамін

R: Аргінін

S: Серин

T: Треонін

V: Валін

W: Триптофан

Кодований геном білок за функцією належить до цитокінів. 
Задіяний у таких біологічних процесах як хемотаксис, альтернативний сплайсинг. 
Локалізований у мембрані.